# ريجفيدا
الرِّكْوِيدُ (بالهندستانية: رگوید/ऋग्वेद) مجموعة نصوص هندية مقدسة قديمة من أناشيد باللغة السنسكريتية الويدية مكرسة للديوات أي الآلهة. وهي أحد أربعة نصوص مقدسة قانونية في الهندوسية. تقرأ نصوصها في الصلوات والمناسبات الدينية مما يجعلها إحدى أقدم النصوص الدينية التي ظلت مستعملة.